# アキレスてんてこゲーム
『アキレスてんてこゲーム』は、1965年3月22日から同年6月14日まで日本テレビ系列局で放送されていた読売テレビ製作のバラエティ番組である。正式名称は『即興劇場 アキレスてんてこゲーム』（そっきょうげきじょう アキレスてんてこゲーム）。興国化学工業（現・アキレス）の一社提供。放送時間は毎週月曜 19:00 - 19:30 （日本標準時）。

## 概要
毎回一般からの参加者ペア×3組が出場していた視聴者参加型番組。司会は中田ダイマル・ラケットが、審査員は玉川良一と富永一朗が務めていた。
番組前半では、参加者ペアが台詞に合わせて芸をする「パントマイム」を行っていた。後半ではペアが防音ボックスに入り、各回のゲスト出演者たちの演技を見て後からそれに台詞を入れる「防音ボックスゲーム」をして得点争いをしていた。最終回では「チャンピオン大会」を行った。